# Aphis aba
Aphis aba är en insektsart. Aphis aba ingår i släktet Aphis och familjen långrörsbladlöss. Inga underarter finns listade i Catalogue of Life.